# Surena (governador bizantino)
Surena  foi um oficial bizantino, ativo no final do século VI. A julgar pelo seu nome provavelmente era de ascendência parta, mais especificamente membro da Casa de Surena. De acordo com o historiador Sebeos, foi o terceiro dos três governadores da Armênia no período de paz entre o Império Bizantino e o Império Sassânida sob o imperador Maurício (r. 582–602) após 591. Os outros dois foram João Mistacão e Heráclio, o Velho, ambos comandantes militares.

## Nome
Surena é a forma latina do parta, persa médio e siríaco Surém (Sūrēn), que derivou do iraniano antigo Suraina (*Sūr-aina-; de *sūra-, "forte, heroico"). Essas formas podem ter se originado da junção de *sūra- com a partícula sufixal -ēn. Foi registrado em bactrio como Soreno (Σορηνο), em grego como Surenas (Σουρήνᾱς; Sourénās) e em armênio como Surém (Սուրեն, Surēn). Nos Períodos Arsácida e Sassânida, em geral tratava-se de um sobrenome de uma das grandes famílias de origem parta que governavam o planalto Iraniano.